# 奧克蘭港 (美國)
奧克蘭港（英語：Port of Oakland）是位於美國加利福尼亞州奧克蘭的一座港口，也是美國太平洋沿岸首座大型貨櫃港。現在奧克蘭港是美國第五大貨櫃港，僅次於長堤港、洛杉磯港、紐瓦克港和薩瓦納港。 

## 外部連結

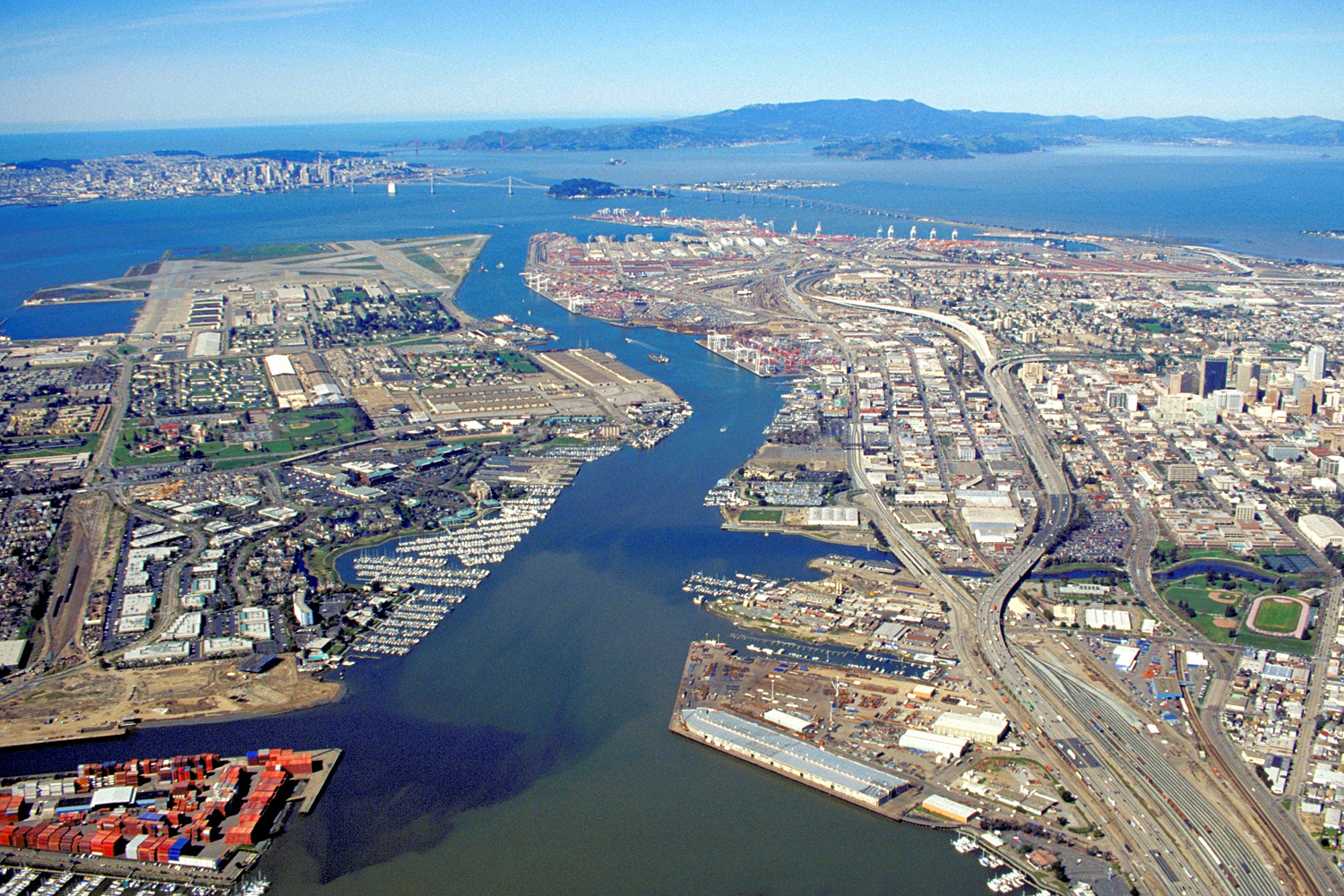
奧克蘭港

- Port of Oakland （页面存档备份，存于） Official website

37°47′43.92″N 122°17′4.57″W / 37.7955333°N 122.2846028°W